# Sascha Ersfeld
Sascha Ersfeld (* 14. Dezember 1975 in Köln) ist ein deutscher Kameramann.

## Leben
Sascha Ersfeld wurde 1975 in Köln geboren und schloss 1995 die Schule  mit Abitur ab. Schon zu Schulzeiten war Sascha Ersfeld immer Film und Kamera interessiert, jedoch begann er 1995 zunächst ein Studium der Humanmedizin, was er nach 7 Semestern abbrach, um sich einem Praktikum im Kameradepartment der Firma Action concept in Köln zu widmen.
Von nun an arbeitete sich Sascha Ersfeld vom Materialassitent /2ndAC über den Kameraassistent / 1st AC bis hin zum Kameraoperator/Schwenker. Seit 2008 ist Sascha Ersfeld DoP/ lichtsetzender Kameramann.

## Filmografie (Auswahl)
- 2002:	Access
- 2003:	Notruf
- 2007:	Ohne Ausweg
- 2008:	112 – Sie retten Dein Leben[1]
- 2010:	Kraftwerk (AT)
- 2011:	Alarm für Cobra 11 – Die Autobahnpolizei
- 2011:	Countdown – Die Jagd beginnt
- 2012–2018:
- 2018:	Club der roten Bänder – Wie alles begann
- 2018:	Der Lehrer
- 2018:	Fliegl – Road Runner Twin
- 2018:	Fliegl Road Train – DollyCLG
- 2018:	Herzkino.Märchen – Schneeweißchen und Rosenrot
- 2018:	Lifelines